# Ray Stannard Baker
Pour les articles homonymes, voir Raymond Baker.
Ray Stannard Baker, de nom de plume David Grayson, né le 17 avril 1870 à Lansing dans le Michigan et mort le 12 juillet 1946 à Amherst dans le Massachusetts, est un journaliste et essayiste américain.

## Biographie

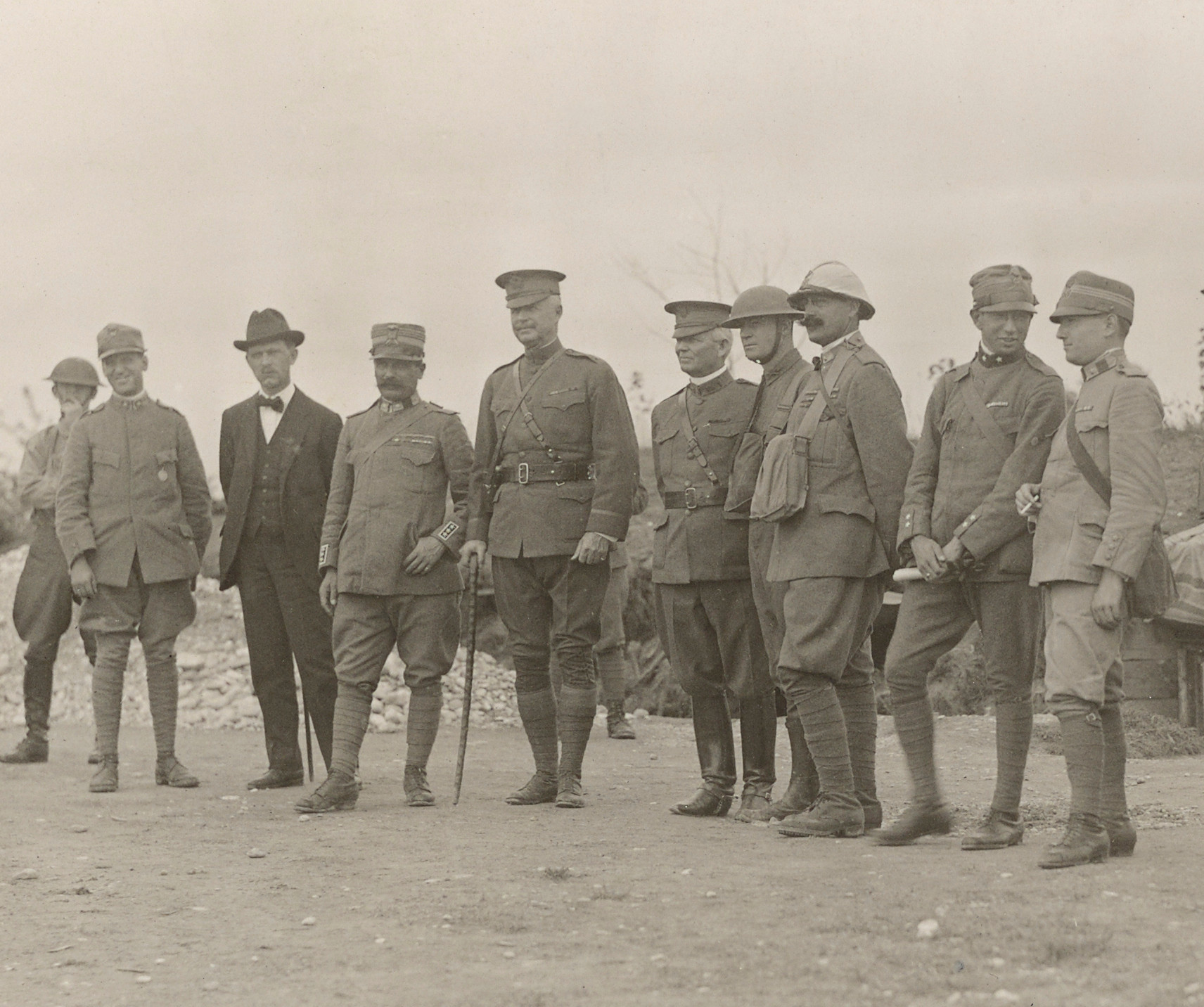
Baker en 1918 sur le front d'Italie en tant qu'observateur, entouré d'officiers.

Baker commence sa carrière en tant que journaliste au Chicago Record, où il travaille de 1892 à 1898. Il rejoint ensuite le McClure's Magazine et The American Magazine, de la tendance Muckraker.
Fasciné par le président Woodrow Wilson, ce dernier lui demande de participer en 1919 à la conférence de la paix de Paris. En lien constant avec le président, il y joue un rôle important en tant que responsable de l'American Press Bureau.
En 1940, il remporte le prix Pulitzer de la biographie pour celle du président Wilson, écrite entre 1927 et 1939,.